# Mabel Mosquera
Mabel Mosquera-Mena (Quibdó, 1º luglio 1969) è un'ex sollevatrice colombiana medagliata olimpica che ha gareggiato nella categoria dei pesi piuma (fino a 53 kg.).

## Carriera
Cominciò la sua carriera sportiva praticando l'atletica leggera e anni dopo passò alla disciplina del sollevamento pesi.
Nel 2003 Mabel Mosquera-Mena vinse la medaglia d'oro ai Giochi Panamericani di Santo Domingo.
L'anno seguente partecipò alle Olimpiadi di Atene 2004, dove riuscì a vincere la medaglia di bronzo con 197,5 kg. nel totale, dietro la thailandese Udomporn Polsak (222,5 kg.) e l'indonesiana Raema Lisa Rumbewas (210 kg.).
Ai Campionati mondiali di sollevamento pesi ottenne come miglior risultato il 4º posto finale nell'edizione di Varsavia 2002 con 205 kg. nel totale.